# Braunschweiger Notgeld
Braunschweiger Notgeld war Notgeld, das aufgrund der Hyperinflation in der Weimarer Republik nach dem für das Deutsche Kaiserreich verlorenen Ersten Weltkrieg u. a. von der Braunschweigischen Staatsbank insbesondere zwischen 1921 und 1923 für den Freistaat Braunschweig herausgegeben wurde. Es handelte sich dabei ausschließlich um Papiergeld.
Neben dem von staatlicher Seite in Umlauf gebrachten Notgeld, das als gesetzliches Zahlungsmittel diente, gab es auch große Braunschweigische Wirtschaftsunternehmen, die in dieser Zeit Gutscheine an ihre Mitarbeiter ausgaben. Insgesamt wurden während der Hochinflationsphase des Jahres 1923 riesige Mengen, zum Teil ungedeckten, Notgeldes von dafür autorisierten, aber auch von nicht autorisierten Stellen in Umlauf gebracht.

## Geschichte
Wegen der desolaten Lage der deutschen Wirtschaft war bereits in der Endphase des Ersten Weltkrieges sogenanntes „Kriegsnotgeld“ in Form von 5-, 10- und 50-Pfennig-Münzen in Umlauf gebracht worden. Darüber hinaus gab das Herzogtum Braunschweig 1918 zusätzlich „Kriegsnotgeld“ in Form von 5-, 10- und 50-Pfennig-Münzen aus. Aufgrund des kriegsbedingten Mangels an höherwertigen Metallen waren die Münzen aus Eisen, viel seltener aus Zink. Das hatte u. a. zur Folge, dass die Eisenmünzen sehr schnell rosteten. Diese Münzen wurden zum Teil noch bis 1920 produziert und im Namen des im November 1918 untergegangenen Herzogtums Braunschweig in Umlauf gebracht. Erst danach war die Braunschweigische Staatsbank die verantwortliche Institution. Notmünzen anderer Gemeinden waren im (ehemaligen) Herzogtum unüblich. Bis 1921 existierten daneben einige wenige Wertmarken privater Unternehmen.
Als Folge des verlorenen Krieges kam es in den Anfangsjahren der Weimarer Republik allmählich zu einer galoppierenden Inflation, die schließlich einen extremen Verlust der Kaufkraft für die Bevölkerung mit sich brachte. Um diesem Wertverlust entgegenzuwirken, brachten Länder, Städte und Gemeinden vor allem zwischen 1921 und 1923 eigene Zahlungsmittel heraus, so auch die Braunschweigische Staatsbank für das ehemalige Herzogtum Braunschweig.
Die Braunschweigische Staatsbank gab, wie auch ca. 6000 deutsche Städte, Gemeinden, Kreise, Provinzen, diverse Handelskammern, die Reichsbahn, aber auch Privatunternehmen Papiergeld in Form von Kleingeldscheinen mit Nennwerten von 10, 25, 50 und 75 Pfennigen heraus. Neben der Stadt Braunschweig gaben auch (ehemals zum Herzogtum Braunschweig gehörende) Städte wie z. B. Wolfenbüttel, Holzminden (am 9. November 1918) oder Stadtoldendorf (am 21. November 1918) Notgeld aus. Am 1. Mai 1921 gab die Braunschweigische Staatsbank vier Serien mit einer Laufzeit bis 1. Mai 1923 heraus. Diese Notgeldscheine mit den Werten 10, 25, 50 und 70 Pfennig waren deutlich kleiner als die staatlichen Banknoten und von lokalen Künstlern gestaltet, die lokal(historisch)e Begebenheiten und Personen abbildeten. Auf den Rückseiten der Scheine wurden Szenen von „Till Eulenspiegel“ bzw. aus „Blankenburg im Harz“, „Bad Harzburg“ und „Alt-Braunschweig“ dargestellt. 
Durch die galoppierende Inflation sah sich die Staatsbank schon bald genötigt, Scheine mit höheren Nennwerten auszugeben; diese waren von Mal zu Mal schlichter gestaltet. Der erste, noch von Günther Clausen entworfene, war ein 500-Mark-Schein, der am 1. Oktober 1922 ausgegeben wurde, im August 1923 gefolgt von einem 1.000.000-Mark-Schein und schließlich am 26. Oktober 1923 dem Schein mit dem höchsten Nennwert: 1.000.000.000.000 – eine Billion. Der Not der Zeit gehorchend, waren die Scheine wegen ihres schnellen Wertverfalls zum Schluss nur noch einseitig bedruckt. Die Wertbeständigkeit des Notgeldes war bereits bei dessen Ausgabe so gering, dass die Scheine eher als Sammlerobjekt Anklang bei der Bevölkerung fanden, denn als Zahlungsmittel. So waren die Verfallszeiten des Notgeldes so kurz bemessen, dass sie teilweise schon bei Ausgabe abgelaufen waren, was für die ausgebenden Stellen bzw. Unternehmen einen Gewinn bedeutete, da die Scheine an die Bevölkerung verkauft wurden. Die Scheinserien wurden in der Regel als Komplettserie in einem bedruckten Umschlag des Braunschweiger Appelhans Verlages verkauft, wo sie auch gedruckt wurden.

### Künstler
Die Braunschweigische Staatsbank gab zunächst vier Geldscheinserien heraus, die von vier Künstlern aus Stadt und Land Braunschweig gestaltet worden waren. Die Vorderseite zeigte jeweils den Nennwert sowie das Sachsenross als Wappenmotiv, außerdem waren die Scheine von den Künstlern signiert. Die erste Serie stammte von Günther Clausen und hatte Till Eulenspiegel zum Thema. Die derbkomischen, in Braunschweigischer Mundart verfassten Texte stammten von Rudolf Fricke. So fand sich z. B. auf der Rückseite des 50-Pfennig-Scheins unter der Überschrift „Eulenspiegel als Liebhaber“: Füer Leiw un Brannewien de slimmsten Fiend vom Kassenschien. Doch kannst ohn Sluck un Damp nich sin. Säuck dick dat schönste Öwel ut Un nimm ne lüttje säute Brut! (Feuer [,] Liebe und Branntwein, die schlimmsten Feinde vom Kassenschein [= Geldschein]. Doch kannst [Du] nicht ohne Schluck [= Alkohol] und Dampf [= Essen] sein. Such Dir das schönste Übel aus und nimm Dir eine kleine, süße Braut.) Auf dem 75-Pfennig-Schein stand unter „Eulenspiegel als Arzt“: Nist daun, slapen, freten, supen, sachte gahn un pupen, dat sleit an. (Nichts tun, schlafen, fressen, saufen und langsam gehen und pupen. Das schlägt an.) Die zweite Serie war von Anna Löhr gezeichnet und zeigte Architektur aus dem alten Braunschweig. Heinrich Ernst entwarf die dritte Serie mit Bade- und Sportszenen aus Bad Harzburg. Daniel Thulesius war der Künstler der vierten Serie mit Bilden aus Blankenburg am Harz.

### Gutscheine Braunschweiger Unternehmen

„Gutschein“ über 1,60 Mark der Braunschweiger Kraftverkehrsgesellschaft, gestaltet von Franz Albert Jüttner

Große Unternehmen wie z. B. der Lastkraftwagen-Hersteller Büssing, der Klavier-Bauer Grotrian-Steinweg, der Verpackungs-Hersteller Schmalbach-Lubeca, die Braunschweigische Aktiengesellschaft für Jute- und Flachs-Industrie, die „Elektrizitätswerk und Straßenbahn AG“, Grimme & Natalis oder die Luther-Werke gaben an ihre Belegschaften sogenannte „Gutscheine“ mit Nennwerten von 500.000 bis zu mehreren Milliarden Mark aus. Sie wurden als „Gutscheine“ bezeichnet und nicht als (Not-)Geldscheine, um nicht gegen das Gesetz vom 17. Juli 1922 (RGBl. I, 693) zu verstoßen, das Ausgabe und Einlösung von Notgeld verbot. Die „Gutscheine“ mussten binnen kürzester Frist bei bestimmten Braunschweiger Banken eingelöst werden, da ihr Wert sonst wegen der rasanten Inflation verfiel.
Das Notgeld verlor im Mai 1923 seine Gültigkeit als Zahlungsmittel und wurde im November des Jahres durch die Rentenmark ersetzt.